# Stauros (nome)
Stauros (in greco Σταύρος?) è un nome proprio di persona greco maschile, traslitterato anche Stavros.

## Varianti
- Femminili: Σταυρούλα (Stauroula)[1]

## Origine e diffusione
Deriva dal termine greco σταυρός (stauros), che significa "croce". Si riferisce specificatamente alla croce della crocifissione di Gesù, il che lo rende analogo ai nomi Crocifissa e Croce.

## Onomastico
Non esistono santi che portano questo nome, che quindi è adespota; l'onomastico può essere festeggiato eventualmente in occasione di Ognissanti, il 1º novembre. Un onomastico laico è fissato in Grecia al 14 settembre.

## Persone

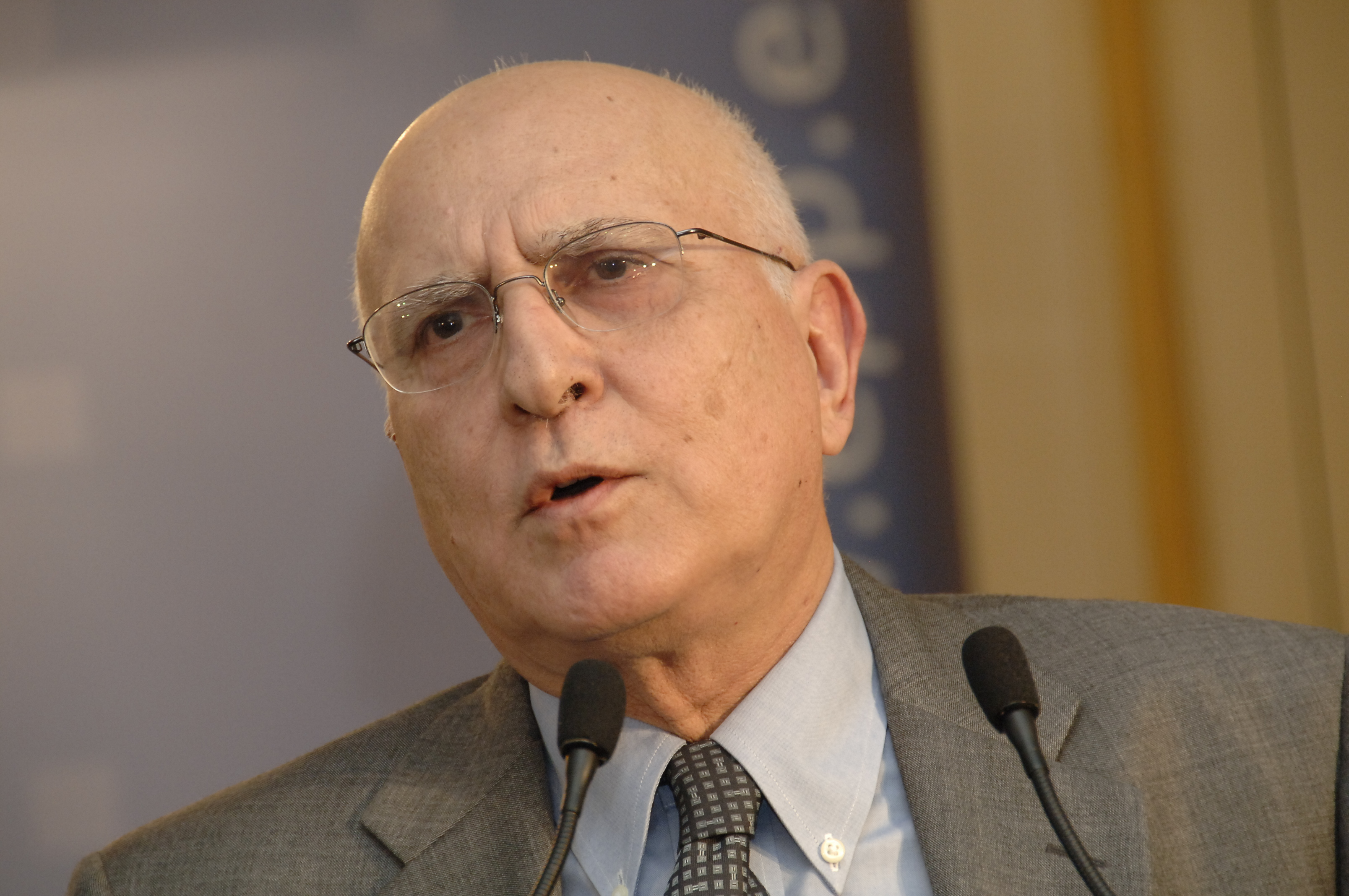
Stauros Dīmas

- Stauros Dīmas, politico ed economista greco
- Stauros Foukarīs, calciatore cipriota
- Stauros Geōrgiou, calciatore cipriota
- Stauros Lamprinidīs, politico greco
- Stauros Niarchos, imprenditore greco
- Stauros Papadopoulos, calciatore e allenatore di calcio cipriota
- Stauros Papastaurou, cantautore greco
- Stauros Toutziarakīs, cestista greco

### Variante femminile Stauroula
- Stauroula Kozompolī, pallanuotista greca
- Stauroula Prassa, cestista greca